# Правительственный кризис в Италии (2021)
Кризис итальянского правительства 2021 года — политический кризис в Италии, который начался в январе 2021 года и закончился в следующем месяце. Причиной кризиса стало заявление Маттео Ренци, лидера партии Италия Вива и бывшего премьер-министра, о том, что он откажется от поддержки правительства Джузеппе Конте.
18 и 19 января партия Ренци воздержалась, и правительство получило значительное количество голосов в Палате депутатов и Сенате, однако ему не удалось достичь абсолютного большинства в Сенате. 26 января премьер-министр Конте подал в отставку, что побудило президента Серджо Маттарелла начать консультации по формированию нового правительства.
13 февраля Марио Драги был приведен к присяге в качестве премьер-министра.

## Предпосылки
Всеобщие выборы 2018 года привели к созданию подвешенного парламента. После долгих переговоров 1 июня была окончательно сформирована коалиция между двумя партиями — центристским «Движением пяти звёзд» и правой «Лигой Севера», возглавляемой связанным с «Движением пяти звёзд» независимым Джузеппе Конте в качестве премьер-министра. Эта коалиция распалась вследствие отставки Конте 20 августа 2019 года после того, как «Лига» отозвала свою поддержку правительства.
В сентябре 2019 года было сформировано новое правительство между «Движением пяти звёзд» и двумя левыми партиями — «Демократической партией» и партией «Свободные и равные», сохранив во главе её Джузеппе Конте. Однако, 16 сентября, через несколько дней после голосования по инвеституре, в интервью газете la Repubblica бывший премьер-министр Маттео Ренци объявил о своем намерении покинуть «Демократическую партию», создав новую центристскую и либеральную партию под названием «Италия Вива».  Два министра, Тереза Белланова и Елена Бонетти, и один заместитель министра, Иван Скальфаротто, последовали за Ренци в его новое движение.

## Политический кризис
В период с декабря 2020 года по январь 2021 года в правительственной коалиции возникли дискуссии между Конте и Маттео Ренци, бывшим премьер-министром и лидером «Италия Вива». Ренци призвал к радикальным изменениям в планах правительства по восстановлению экономики после пандемии COVID-19, а также потребовал, чтобы Конте уступил свой мандат по координации деятельности секретных служб. Во время своей пресс-конференции в конце года Конте отклонил просьбы Ренци, заявив, что у него все еще есть большинство в парламенте.

13 января во время пресс-конференции Ренци объявил об отставке двух министров, фактически спровоцировав крах правительства Конте. Ренци заявил:
Мы никому не позволим иметь полные полномочия, мы начали это правительство не для того, чтобы отдать их Сальвини. Существует драматическая чрезвычайная ситуация, но она не может быть единственным элементом, который поддерживает жизнь правительства. Реагирование на пандемию означает наличие желания и необходимости разблокировать строительные площадки и действовать в соответствии с промышленной политикой. Есть причина, если Италия является страной с самым высоким числом смертей и ВВП, который рушится.
Во время позднего заседания Совета министров Конте резко раскритиковал Ренци. Он заявил:
«Италия Вива» взяла на себя серьезную ответственность за открытие правительственного кризиса. Я искренне сожалею о том значительном ущербе, который был нанесен нашей стране правительственным кризисом в разгар пандемии. Если партия вынуждает своих министров уйти в отставку, серьезность этого решения не может быть уменьшена. 
Вскоре премьер-министра поддержал секретарь «Демократической партии» Никола Дзингаретти, который назвал кризис «очень серьезной ошибкой против Италии» и «актом против нашей страны», а министр культуры Дарио Франческини, глава Демократической делегации в правительстве, заявил: 
Кто бы ни нападал на премьер-министра, он должен быть наказан, а Джузеппе Конте со страстью и самоотверженностью служит стране в самый трудный момент нашей республиканской истории. 
Министр иностранных дел Луиджи Ди Майо назвал решение Ренци «безрассудным шагом», заявив, что премьер-министр Конте и президент Серджо Маттарелла являются двумя единственными столпами Италии в момент неопределенности; в то время как Роберто Сперанца, министр здравоохранения и фактический лидер партии «Свободные и равные», сказал, что Конте «служил стране с дисциплиной и честью».  Более того, многие другие видные члены кабинета, такие как Стефано Патуанелли, Альфонсо Бонафеде, Винченцо Спадафора и Риккардо Фраккаро, выразили свою поддержку Конте. Лидеры оппозиции Маттео Сальвини и Джорджа Мелони немедленно потребовали досрочных выборов.
15 января Конте объявил, что сообщит о правительственном кризисе в парламенте на следующей неделе. В этом случае он также будет добиваться вотума доверия для подтверждения парламентской поддержки правительства.

## Доверие правительству Конте
18 января 2021 года правительство получило доверие в Палате депутатов 321 голосом «за», 259 — «против» и 27 воздержавшихся. На следующий день правительство получило вотум доверия в Сенате 156 голосами «за», 140 — «против» и 16 воздержавшихся; однако кабинет не смог достичь абсолютного большинства в палате.
В обеих палатах парламента группы «Италия Вива» воздержались. Правительство также получило поддержку от нескольких депутатов, которые не принадлежали к большинству, таких как три депутата от «Forza Italia», один из «More Europe» и другие из Смешанной группы.

## Отставка Конте и консультации
26 января, после нескольких дней безрезультатных переговоров с центристскими и независимыми сенаторами о восстановлении абсолютного большинства в Сенате, Конте подал в отставку с поста премьер-министра. На следующий день в Сенате была сформирована новая парламентская группа, известная как европеисты, в поддержку Конте. Группа состояла из членов Ассоциативного движения итальянцев за рубежом и других центристских и либеральных сенаторов.
27 января в Квиринальском дворце начались консультации с президентом Серджио Маттареллой по формированию нового кабинета, в ходе которых встретились президенты обеих палат сенатор Мария Альберти-Казеллати и Роберто Фико.
28 января президент Маттарелла встретился с делегациями партий «За автономии», «Свободные и равные» и «Новорожденные европеисты», которые подтвердили свою поддержку Конте, а также с независимыми депутатами Смешанной группы. Маттео Ренци, который был принят во второй половине дня вместе с делегацией «Италия Вива», открыл новое правительство с тем же старым большинством, но он выступил против того, чтобы поручить задачу формирования нового кабинета Конте, в то время как Никола Дзингаретти подчеркнул необходимость создания нового правительства во главе с Конте.
29 января правоцентристская коалиция, состоящая из «Лиги», «Братьев Италии», «Forza Italia» и других консервативных мелких партий, была принята президентом Маттареллой. Лидер «Лиги Севера» Маттео Сальвини потребовал досрочных выборов, в противном случае он добавил, что при определенных условиях правоцентристы могут поддержать правительство национального единства. Консультации закончились «Движением пяти звезд», лидер которого Вито Крими подтвердил поддержку премьер-министру Конте и открыл для возвращения «Италия Вива» в составе большинства. Это заявление вызвало немедленную реакцию Алессандро Ди Баттиста, лидера анти-истеблишментского крыла «Движения пяти звёзд», который пригрозил выйти из партии, если Ренци вернется в правительство.

## Дальнейшие переговоры и мандат Драги
В конце консультаций Маттарелла поручил председателю Палаты Роберто Фико проверить возможность формирования нового правительства с тем же большинством голосов, что и предыдущее, в составе «Движения пяти звёзд», «Демократической партии», IV и партии «Свободные и равные».
В последний день, 2 февраля IV отделился от большинства из-за разногласий как по вопросам платформы, так и членов кабинета, что привело к тому, что Фико вернулся к Маттарелле с отрицательным результатом. После неудачного формирования правительства на следующий день Маттарелла пригласил Марио Драги в Квиринальский дворец с намерением предложить ему задачу сформировать технократическое правительство.
3 февраля Драги официально принял задачу формирования нового кабинета, с оговоркой, и начал консультации с президентами двух палат. В тот же день он также встретился с Джузеппе Конте, который официально одобрил его кандидатуру на следующий день.
10 февраля Маттео Сальвини и Сильвио Берлускони после встречи совместно объявили о своей поддержке Драги. В тот же день Джорджа Мелони осудила встречу двух своих союзников и подтвердила свою оппозицию правительству Драги.
11 февраля национальное руководство Демократической партии единогласно проголосовало за формирование нового кабинета министров.
В тот же день партия «Движение пяти звёзд» попросила своих членов проголосовать по следующему вопросу: «Согласны ли вы с тем, что Движение поддерживает технико-политическое правительство, которое будет включать в себя суперминистерство по экологическому переходу и будет защищать основные результаты, достигнутые Движением, вместе с другими политическими силами, указанными назначенным премьер-министром Марио Драги?»
Члены партии одобрили онлайн-референдум 59,3% голосов. Алессандро Ди Баттиста выступил против решения партии войти в новое правительство и покинул партию 11 февраля 2021 года.

## Формирование правительства Драги
Вечером 12 февраля Драги встретился с президентом Маттареллой и представил список предлагаемых министров для своего кабинета. Присяга состоялась 13 февраля в 12:00 по местному времени.